# Spivey, Kansas
Spivey är en ort i Kingman County i Kansas. Vid 2010 års folkräkning hade Spivey 78 invånare.